# چرات، پاکستان
چرات (به انگلیسی: Cherat) یک منطقهٔ مسکونی در پاکستان است که در شهرستان نوشهره واقع شده‌است. چرات ۸۹۲ متر بالاتر از سطح دریا واقع شده‌است.